# Mario Kempe
Michael Mario Kempe (* 19. September 1988 in Kramfors) ist ein schwedischer Eishockeyspieler, der seit November 2024 bei Tappara Tampere aus der finnischen Liiga unter Vertrag steht und dort auf der Position des rechten Flügelstürmers spielt. Zuvor war Kempe unter anderem für die Arizona Coyotes in der National Hockey League (NHL) aktiv. Sein jüngerer Bruder Adrian Kempe ist ebenfalls professioneller Eishockeyspieler.

## Karriere

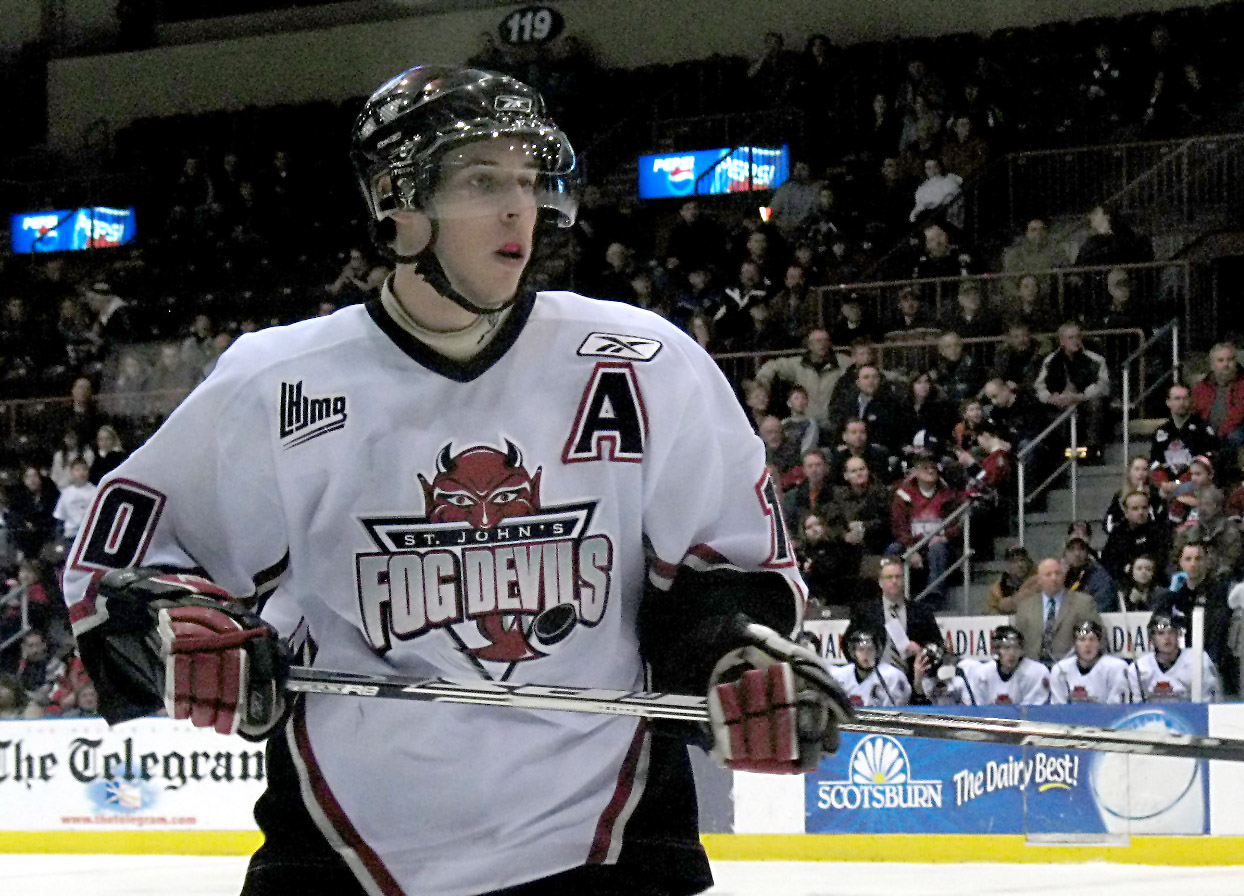
Kempe im Trikot der St. John’s Fog Devils (2008)

Mario Kempe durchlief in seiner Jugend die Nachwuchsabteilungen von MODO Hockey, so spielte er in der Saison 2005/06 für deren U20 in der J20 SuperElit, der höchsten Juniorenliga Schwedens. Zur folgenden Spielzeit entschloss er sich zu einem Wechsel nach Nordamerika, nachdem ihn die St. John’s Fog Devils aus der Ligue de hockey junior majeur du Québec (LHJMQ) im CHL Import Draft 2006 an 31. Position berücksichtigt hatten. Nach seiner Rookie-Saison in der LHJMQ wurde der Flügelstürmer im NHL Entry Draft 2007 an 122. Stelle von den Philadelphia Flyers ausgewählt. Im Folgejahr erreichte er einen Punkteschnitt von über 1,0 pro Spiel für die Fog Devils, kehrte jedoch anschließend in seine schwedische Heimat zurück, wo er fortan für den Rögle BK und den Mora IK auflief. Gegen Ende der Saison 2008/09 absolvierte er acht Partien für das Farmteam der Philadelphia Flyers, die Philadelphia Phantoms aus der American Hockey League (AHL), konnte sich dabei jedoch nicht für ein längerfristiges Engagement empfehlen.
In der Folge stand Kempe in den folgenden Jahren für Rögle, Djurgårdens IF sowie seinen Ausbildungsverein MODO Hockey auf dem Eis und etablierte sich dabei als regelmäßiger Scorer in der höchsten schwedischen Profiliga, der 2013 umbenannten Svenska Hockeyligan (SHL; zuvor Elitserien). Zur Spielzeit 2014/15 wurde er aufgrund seiner Leistungen vom HK Witjas Podolsk aus der Kontinentalen Hockey-Liga (KHL) verpflichtet, für den der Schwede im Laufe der nächsten drei Jahre über 150 Partien bestritt. Anschließend unterzeichnete er im Mai 2018 einen Vertrag bei den Arizona Coyotes aus der National Hockey League (NHL), sodass er ein zweites Mal nach Nordamerika wechselte. Im Trikot der Coyotes debütierte der Angreifer mit Beginn der Saison 2017/18 in der NHL, kam allerdings in der Folge überwiegend beim AHL-Farmteam zum Einsatz, den Tucson Roadrunners. Mit Beginn der Spielzeit 2018/19 gelang es ihm, sich überwiegend im NHL-Aufgebot zu etablieren. Im folgenden Sommer 2019 wechselte er als Free Agent zu den Los Angeles Kings, wo auch sein Bruder Adrian aktiv war. Die Kings allerdings setzten ihn nur in der AHL bei den Ontario Reign ein, ehe sein Vertrag nach nur 16 Einsätzen aufgelöst wurde, sodass er im November 2019 in die KHL zurückkehrte. Dort unterzeichnete er einen Zweijahresvertrag beim HK ZSKA Moskau. Nach dem Vertragsende wechselte der Schwede innerhalb der Liga zum belarussischen Klub HK Dinamo Minsk.
Nach der Spielzeit 2021/22 wurde der Vertrag des schwedischen Stürmers nicht verlängert. Kempe blieb daraufhin bis Ende November 2022 vereinslos, ehe er in seine Heimat zurückkehrte und sich Luleå HF aus der SHL anschloss. Für Luleå war er bis Anfang Januar 2024 in insgesamt 34 Partien aktiv, bevor er zum HC Lugano in die Schweizer National League wechselte. Im Sommer 2024 verließ der Kanadier den Verein bereits wieder und blieb danach bis Ende November desselben Jahres vereinslos. Erst dann fand er in Tappara Tampere aus der finnischen Liiga einen neuen Arbeitgeber.

### International
Auf internationaler Ebene sammelte Kempe bei der U18-Weltmeisterschaft 2006 erste Erfahrungen, bevor er mit der schwedischen U20-Nationalmannschaft bei der  U20-Weltmeisterschaft 2008 die Silbermedaille gewann. Anschließend folgten Einsätze in der A-Nationalmannschaft bei den Euro Hockey Tours 2013/14, 2016/17, 2018/19 und 2020/21. Erstmals wurde er 2019 für eine Weltmeisterschaft nominiert, wo er mit den Schweden den fünften Platz belegte. Auch 2021, als erstmals seit 1937 ein Platz unter den besten acht Teams verpasst wurde, nahm er mit den Skandinaviern an der Weltmeisterschaft teil.

## Erfolge und Auszeichnungen
- 2008 Silbermedaille bei der U20-Weltmeisterschaft

## Karrierestatistik
Stand: Ende der Saison 2024/25

### International
Vertrat Schweden bei:

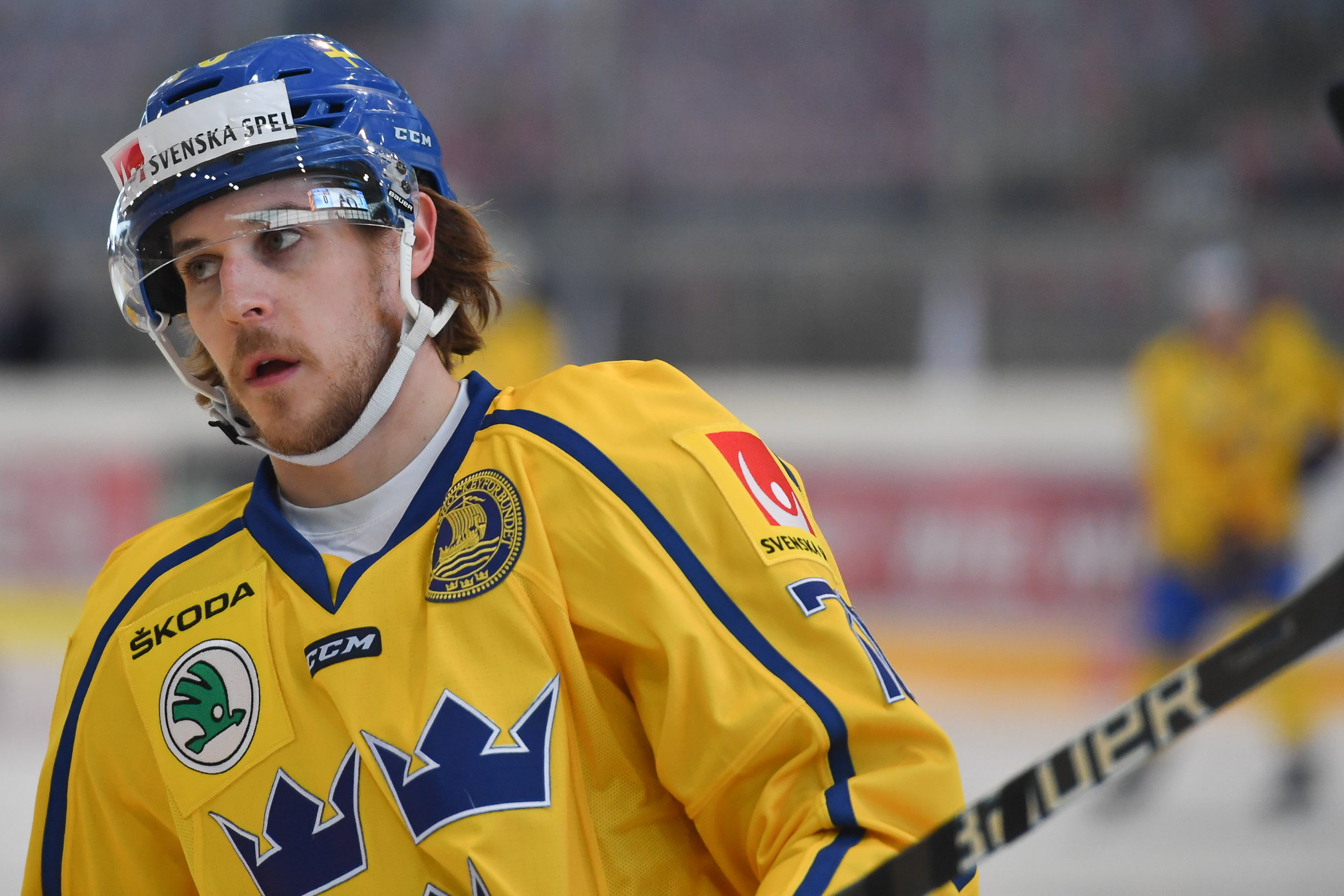
Kempe als Spieler der schwedischen Nationalmannschaft (2017)

- U18-Junioren-Weltmeisterschaft 2006
- U20-Junioren-Weltmeisterschaft 2008
- Weltmeisterschaft 2019
- Weltmeisterschaft 2021

(Legende zur Spielerstatistik: Sp oder GP = absolvierte Spiele; T oder G = erzielte Tore; V oder A = erzielte Assists; Pkt oder Pts = erzielte Scorerpunkte; SM oder PIM = erhaltene Strafminuten; +/− = Plus/Minus-Bilanz; PP = erzielte Überzahltore; SH = erzielte Unterzahltore; GW = erzielte Siegtore; 1 Play-downs/Relegation; Kursiv: Statistik nicht vollständig)